# Thomas Dossevi
Thomas Dossevi (Chambray-lès-Tours, 6 marzo 1979) è un ex calciatore togolese, di ruolo centrocampista o attaccante.

## Biografia
È figlio di un altro calciatore professionista, Pierre-Antoine Dossevi, che, come suo fratello Othniel, ha disputato il campionato francese. Suo cugino Damiel fa parte dei migliori saltatori con l'asta francesi del momento. Suo fratello minore, Mathieu, è nato nel febbraio 1988 ed è anch'egli calciatore.

## Carriera

### Club

#### Châteauroux
Nato a Chambray-lès-Tours, in Francia, inizia a giocare a calcio nelle giovanili dello Châteauroux, prima di passare al Valence nel 2000. Il 5 gennaio 2001 segna il gol vittoria nel secondo turno di Coppa di Lega vinto 2-1 contro il Cannes.
Dopo un solo anno torna allo Châteauroux, dove rimane fino al 2003.

#### Stade Reims
Nel gennaio 2004 passa allo Stade Reims, in terza serie francese. A fine stagione arriva la promozione in Ligue 2 e lo stesso Dossevi è uno dei protagonisti dell'impresa con 4 reti in 17 partite, tutte nel girone di ritorno.
Il giocatore conclude l'annata 2004-2005 con 35 presenze e otto gol, con la squadra che raggiunge la salvezza.

#### Valenciennes
Nel 2005 viene acquistato dal Valenciennes, dove raggiunge la promozione in Ligue 1 al primo anno. Il 5 agosto 2006 esordisce nella massima serie francese alla prima giornata del Campionato 2006-2007 contro l'Auxerre (match terminato 1-1). Il 21 ottobre 2006 segna la prima rete in Ligue 1 nella vittoria per 3-1 contro il Troyes. A fine stagione il Valenciennes riesce ad ottenere la salvezza.

#### Nantes
Nell'estate 2007 si aggrega al Nantes, neoretrocesso in Ligue 2. Il 20 agosto 2007 debutta coi Canarini alla terza giornata di campionato contro il Le Havre (sconfitta per 0-1). Conquistata la promozione nel 2007-2008, Dossevi rimane nella Loira Atlantica fino al 2010, collezionando 41 presenze e nove reti in campionato.

#### In Inghilterra e Thailandia
Rimasto svincolato dal Nantes, il 4 agosto 2010 sigla un contratto annuale con lo Swindon Town, in terza divisione inglese. La squadra retrocede al termine della stagione e nel 2012 Dossevi tenta la fortuna in Thailandia, allo Chonburi, senza successo.

#### Ritorno al Valenciennes
Nel 2013 ha modo di disputare un'annata con la squadra riserve del Valenciennes, club in cui aveva già militato dal 2005 al 2007.

#### Dunkerque e ritiro
Nel gennaio 2015, a quasi 36 anni, sceglie di fare un'ultima esperienza in terza serie francese, nelle file del Dunkerque, al termine della quale appende gli scapini al chiodo nel 2016, a 37 anni.

### Nazionale
Il 30 dicembre 2001 viene convocato per la prima volta con la Nazionale di calcio del Togo nel match amichevole pareggiato 1-1 contro il Benin. Il 20 gennaio 2002 partecipa alla Coppa d'Africa e debutta con la maglia del Togo nella sfida d'esordio contro la Costa d'Avorio (0-0). Oltre al torneo continentale del 2002, Dossevi ha pure disputato con gli éperviers il campionato mondiale 2006 e la Coppa d'Africa 2010. In quest'ultima manifestazione la selezione togolese si ritira anzitempo dal torneo per l'attacco ricevuto al proprio pullman l'8 gennaio 2010.

## Palmarès

### Club
- Ligue 2: 1

Valenciennes: 2005-2006